# Hela Kunda
Hela Kunda (Schreibvariante: Hella Kunda) ist eine Ortschaft im westafrikanischen Staat Gambia.
Nach einer Berechnung für das Jahr 2013 leben dort etwa 340 Einwohner, das Ergebnis der letzten veröffentlichten Volkszählung von 1993 betrug 266.

## Geographie
Hela Kunda liegt am südlichen Ufer des Gambia-Fluss in der Upper River Region, Distrikt Fulladu West. Dieser liegt an der South Bank Road ungefähr vier Kilometer südöstlich von Bakadaji entfernt. In östlicher Richtung liegt Sotuma Sere in 5,5 Kilometer von Hela Kunda auf dieser Straße entfernt.
In westlicher Richtung überquert die Hela Kunda Bridge den Mansala Bolong, einen Nebenfluss des Gambia. Der Hela Kunda Forest Park liegt östlich von Hela Kunda.